# Wyścigowe Mistrzostwa Węgier 1988
1988 – sezon wyścigowych mistrzostw Węgier.